# Konsignatorium
Konsignatorium nebo také chrismarium byl prostor určený pro biřmování. Měl podobu kaple přiléhající k baptisteriu. Jeho existence je historicky doložena jen v několika málo městech (například Neapol nebo Poreč).